# Parafia św. Apostołów Piotra i Pawła w Brzeźnie Lęborskim
Parafia św. Apostołów Piotra i Pawła w Brzeźnie Lęborskim – parafia rzymskokatolicka w Brzeźnie Lęborskim należąca do dekanatu gniewińskiego diecezji pelplińskiej.
Założona 18 maja 1951 roku.

## Historia parafii

### Parafia brzezińska w średniowieczu
Pierwsza wzmianka o istnieniu parafii brzezińskiej jest zarazem pierwszą informacją źródłową o istnieniu samej wsi Brzeźno. Informacja ta została zapisana w spisie podatku kościelnego zwanego popularnie świętopietrzem, dokonanym ok. 1325 r. Jest jednak wysoce prawdopodobne, że założenie parafii miało miejsce już w okresie przedkrzyżackim (tj. przed opanowaniem Pomorza Gdańskiego przez Krzyżaków w latach 1308-1309), czyli w XIII w.
Z nowożytnych wizytacji kościelnych, zachowanych od końca XVII w., wiadomo, że patronem ówczesnej świątyni była św. Małgorzata, męczenniczka z Antiochii Pizydyjskiej (miasta na terenie dzisiejszej Turcji), według tradycji kościelnej zamordowana przez władze rzymskie w trakcie ostatnich masowych prześladowań chrześcijan w okresie rządów cesarza Dioklecjana (284-305), tj. w latach 303-305. W średniowieczu św. Małgorzata była postacią bardzo popularną, zaliczaną do grona tzw. Czternastu Wspomożycieli, których uznawano za dobrych orędowników w różnych dolegliwościach życia codziennego. Atrybutem tej świętej, czyli przedmiotem, po którym można ją rozpoznać w sztuce, był smok i krzyż. Nawiązywało to do starożytnej legendy według której Małgorzacie, zamkniętej przed egzekucją w więzieniu, miał się objawić diabeł pod postacią smoka, którego święta odpędziła krzyżem. Kult św. Małgorzaty znany był w Polsce i na Pomorzu od co najmniej XII w., co daje podstawę do przypuszczenia, że mogła być ona także patronką parafii w Brzeźnie już od jej domniemanych początków w XIII w.
Nie mamy żadnych danych dotyczących formy pierwszego kościoła w Brzeźnie, można jednak z dużą dozą prawdopodobieństwa założyć, że była to świątynia w całości drewniana, podobnie jak kościół (drugi lub trzeci z kolei?) wzniesiony na jej miejscu w połowie XVIII w., który został rozebrany w 1850 r. Tradycja budownictwa drewnianego (zrębowego lub szkieletowego) na tym terenie, tj. na ziemi lęborskiej i ogólnie w zachodniej części Pomorza Gdańskiego, była bowiem bardzo silna i trwała od średniowiecza aż do drugiej połowy XIX w., kiedy to na większą skalę zaczęto zastępować stare kościoły drewniane budynkami wzniesionymi z cegły, najczęściej w stylu neogotyckim.
Z nowożytnych wizytacji kościelnych wiadomo również, jakie były zobowiązania podatkowe mieszkańców Brzeźna wobec parafii, niewątpliwie takie same, jak w średniowieczu. Według wizytacji z 1711 r. każdy gospodarz,nie wyłączając sołtysów, musiał rocznie przekazać proboszczowi po dwie miary pszenicy i dwie miary owsa. Chodziło tu zapewne o tzw. szefel (niem. Scheffel), czyli polski korzec (zwany inaczej ćwiertnią), który w państwie krzyżackim miał ok. 55 l. Co do zobowiązań wobec biskupa, to już w średniowieczu dziesięcina biskupia została zamieniona na czynsz pieniężny, który według danych z 1534 r. wynosił 5 i 1/2 marki od całej wsi, przy czym biorąc pod uwagę kontekst historyczny należy owe marki uznać za odpowiednik polskich florenów (złotych), liczonych po 30 groszy. Jeśli zatem założymy, że w Brzeźnie żyło w średniowieczu przeciętnie ok. 15 gospodarzy, łącznie z 2 sołtysami i młynarzem, to dziesięcina biskupia wynosiła zapewne ok. 11 groszy na gospodarstwo, nie była to zatem suma zbyt wygórowana.
W inwentarzu dochodów biskupstwa włocławskiego z 1534 r. oprócz samego Brzeźna w ramach tejże parafii wzmiankowane są jeszcze następujące wsie (przy których podano wielkość płaconej przez nie dziesięciny): Pużyce (Pusshicze), Lęczyce (Lanczicza), Kisewo (Kissowo), Strzelęcino (Strzeląntyno). Na końcu dopisano, że była tam jeszcze jedna wieś „pusta” (Rugewo deserta villa), którą jednak trudno dzisiaj zidentyfikować. Z wizytacji nowożytnych wynika, że oprócz samego Brzeźna parafia obejmowała także następujące miejscowości: Strzelęcino, Kisewo, Łęczyce, Kaczkowo, Świetlino i Pużyce wraz z osadami młyńskimi w Brzeźnie i Pużycach. Nie ma w tym spisie jeszcze Wysokiej, Chrzanowa i Dąbrowy Brzezieńskiej, ponieważ pierwsza z tych miejscowości była do 1773 r. tylko folwarkiem, a dwie kolejne powstały dopiero w połowie XVIII i pod koniec XIX w.

## Współczesny kościół w Brzeźnie Lęborskim
Kościół poewangelicki, obecnie rzymskokatolicki, parafialny, pw. św. św. Apostołów Piotra i Pawła, zbudowany w latach 1911–12 w stylu neogotyckim, wpisany do rejestru zabytków pod numerem: A-1719 z 1.12.2000. Z pierwotnego wyposażenia zachował się zespół ławek, empora, prospekt organowy, ambona i anioł chrzcielny. Ołtarz główny nowy, neobarokowy. Naprzeciwko kościoła ustawiony jest głaz z tablicą upamiętniającą drugiego powojennego proboszcza, ks. Stanisława Galasa (1952–58), budowniczego nowej plebanii. Obok głazu trzy tablice z obszernym rysem historycznym parafii i licznymi zdjęciami.

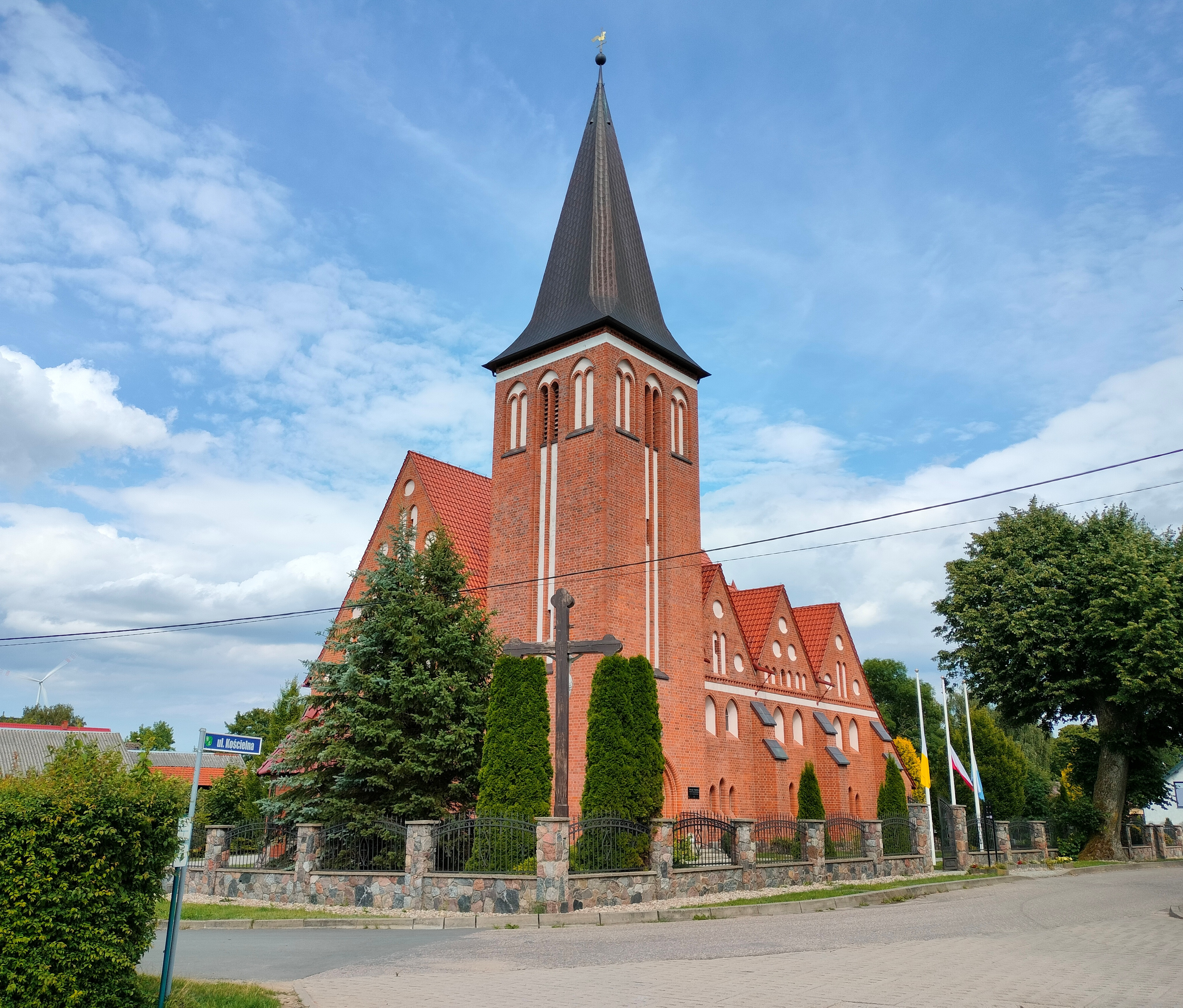
Kościół rzymskokatolicki (poewangelicki) pw. św. św. Piotra i Pawła w Brzeźnie Lęborskim (gm. Łęczyce) – widok ogólny od strony pd.-zach.
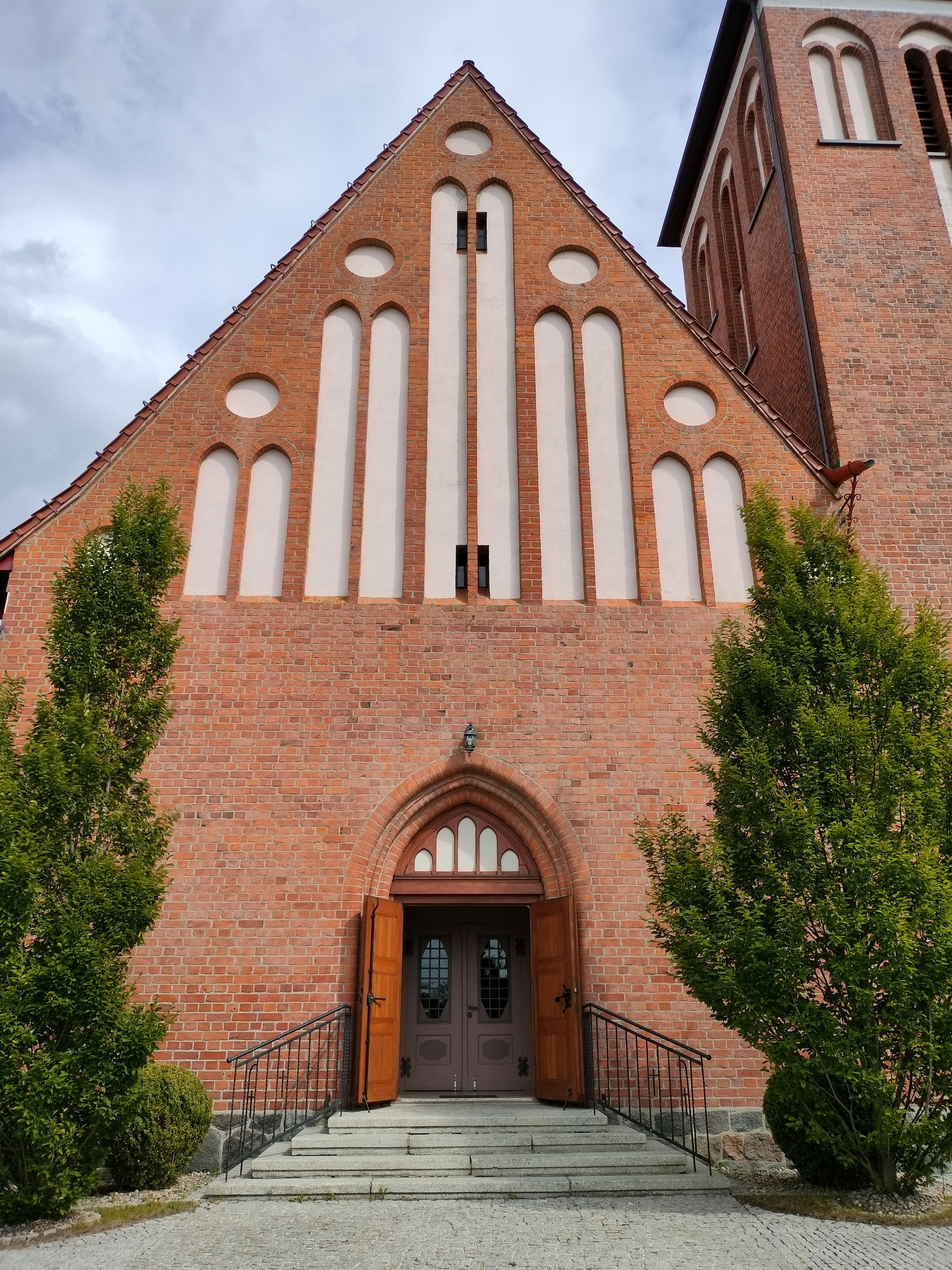
Kościół rzymskokatolicki (poewangelicki) pw. św. św. Piotra i Pawła w Brzeźnie Lęborskim (gm. Łęczyce) – fasada zachodnia
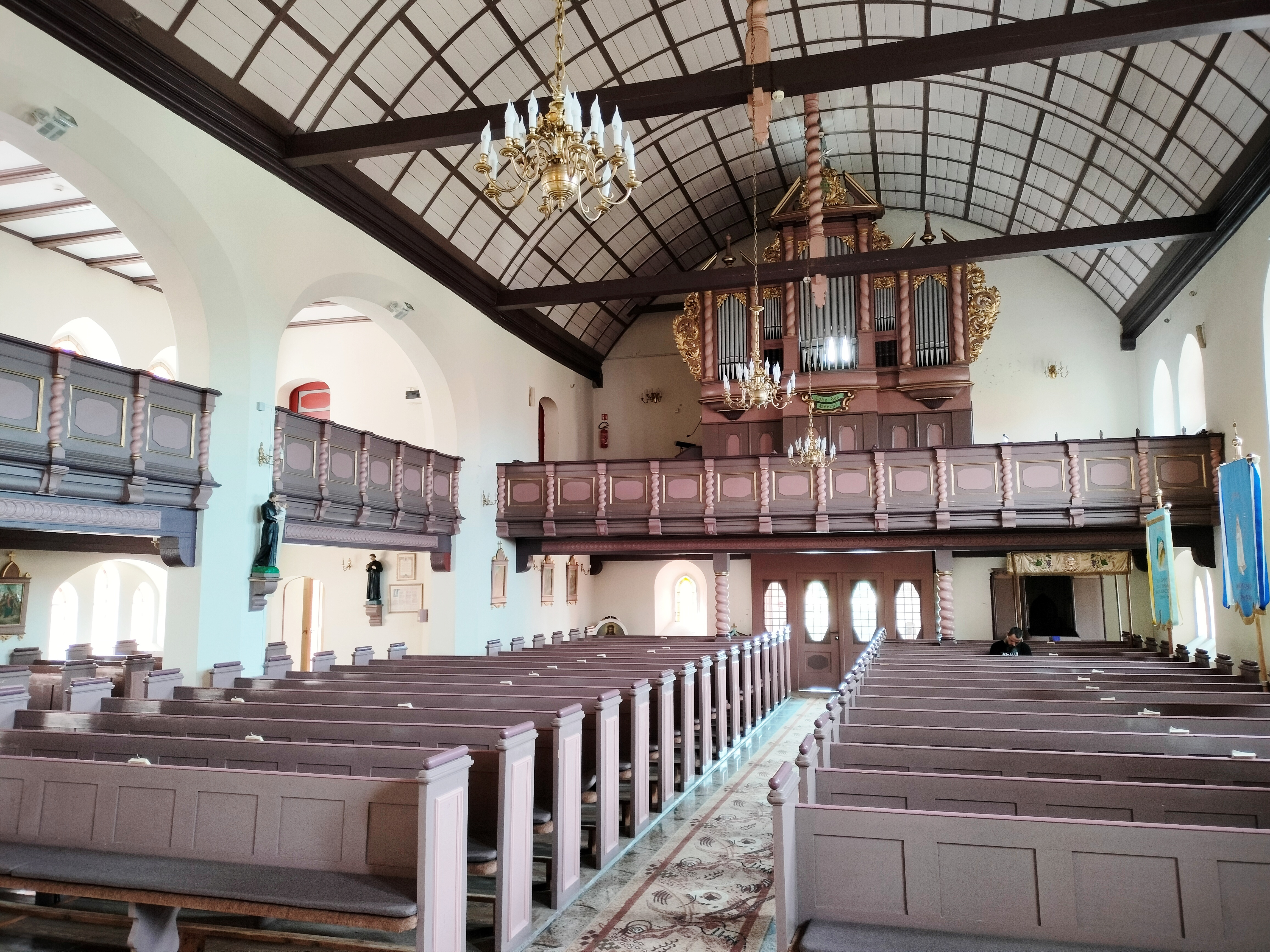
Kościół rzymskokatolicki (poewangelicki) pw. św. św. Piotra i Pawła w Brzeźnie Lęborskim (gm. Łęczyce) – widok wnętrza w kierunku chóru
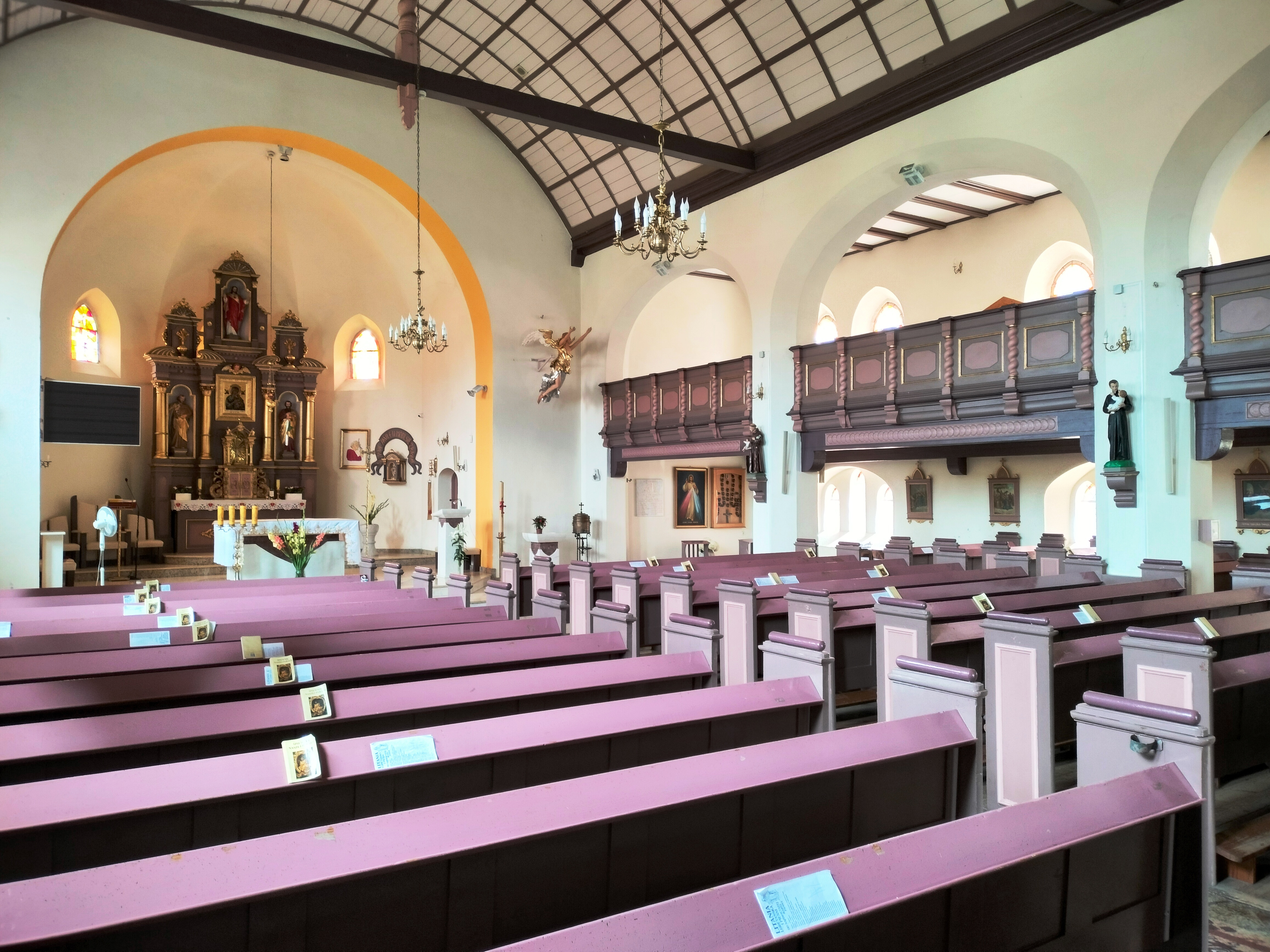
Kościół rzymskokatolicki (poewangelicki) pw. św. św. Piotra i Pawła w Brzeźnie Lęborskim (gm. Łęczyce) –widok wnętrza w kierunku prezbiterium
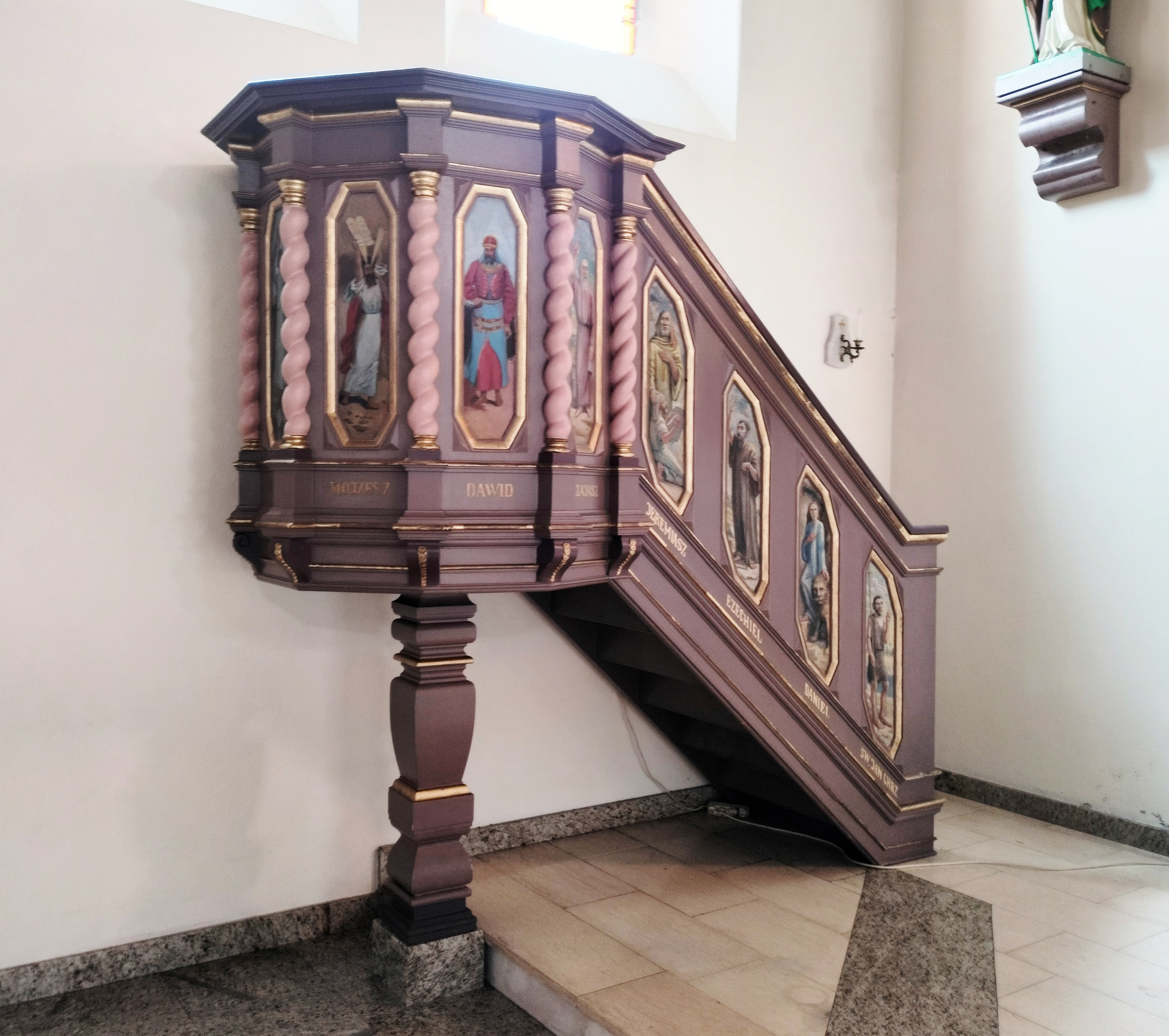
Kościół rzymskokatolicki (poewangelicki) pw. św. św. Piotra i Pawła w Brzeźnie Lęborskim (gm. Łęczyce) – ambona
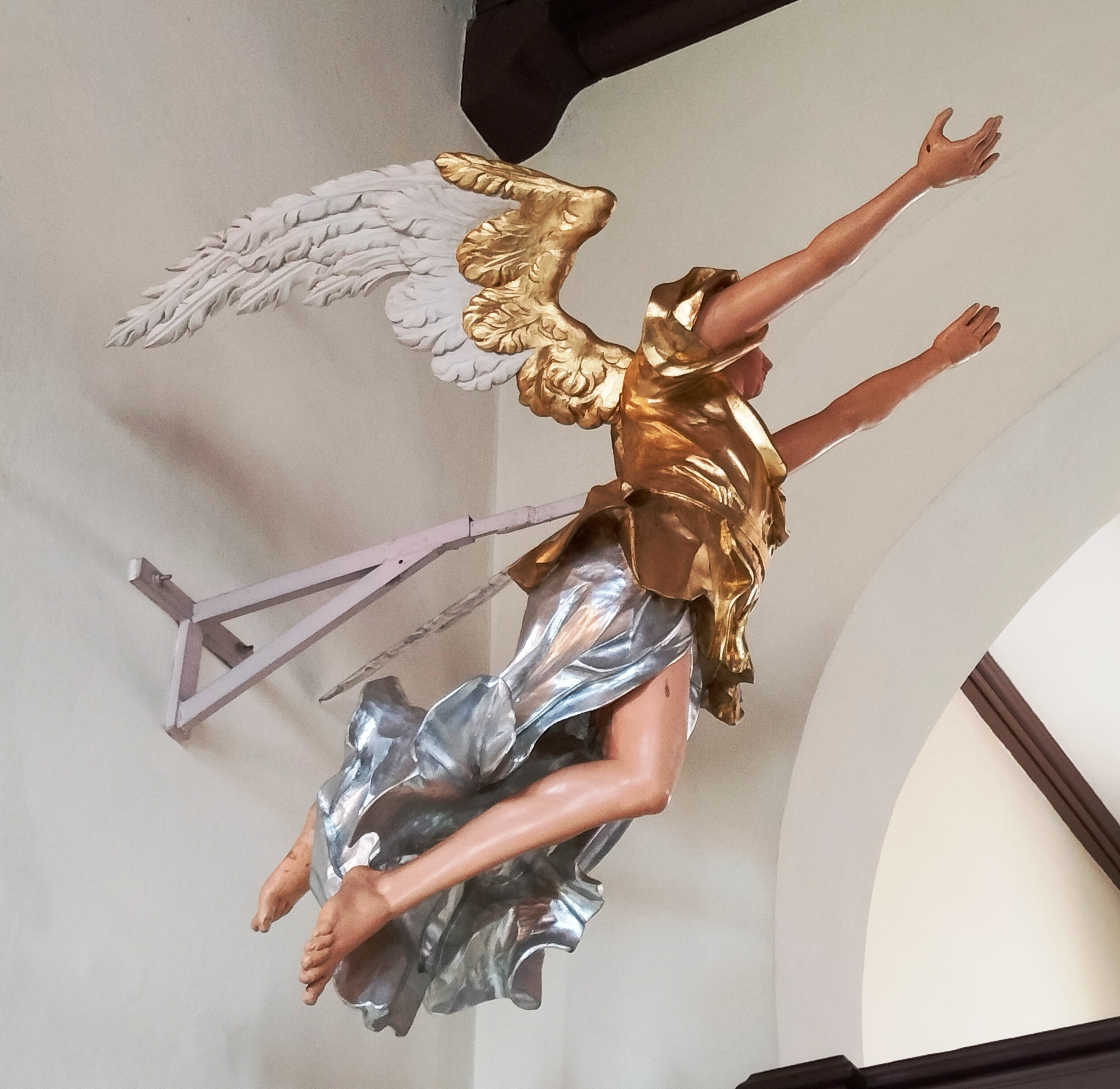
Kościół rzymskokatolicki (poewangelicki) pw. św. św. Piotra i Pawła w Brzeźnie Lęborskim (gm. Łęczyce) – poewangelicki anioł chrzcielny
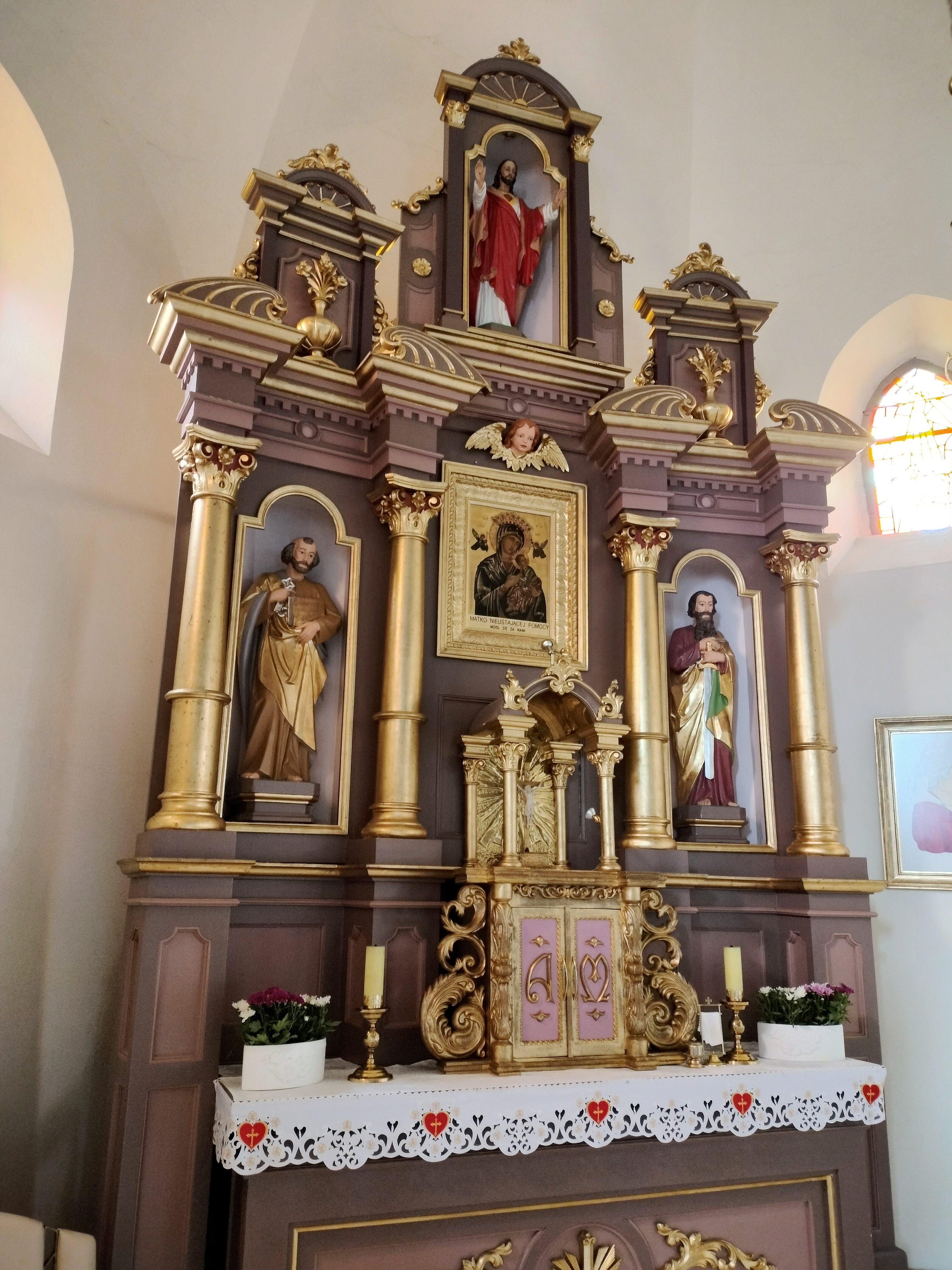
Kościół rzymskokatolicki (poewangelicki) pw. św. św. Piotra i Pawła w Brzeźnie Lęborskim (gm. Łęczyce) – neobarokowy ołtarz główny
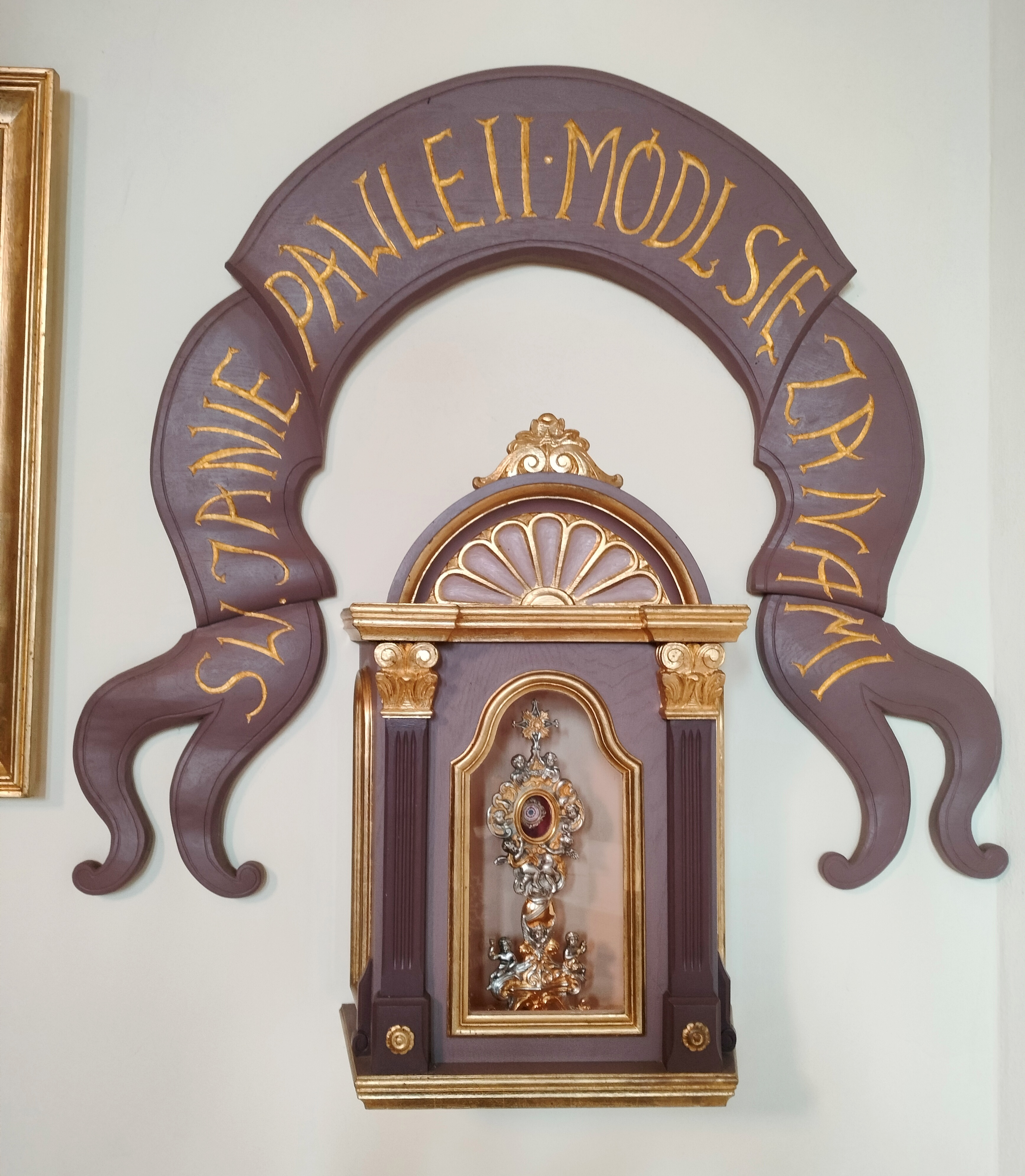
Kościół rzymskokatolicki (poewangelicki) pw. św. św. Piotra i Pawła w Brzeźnie Lęborskim (gm. Łęczyce) – współczesny relikwiarz św. Jana Pawła II
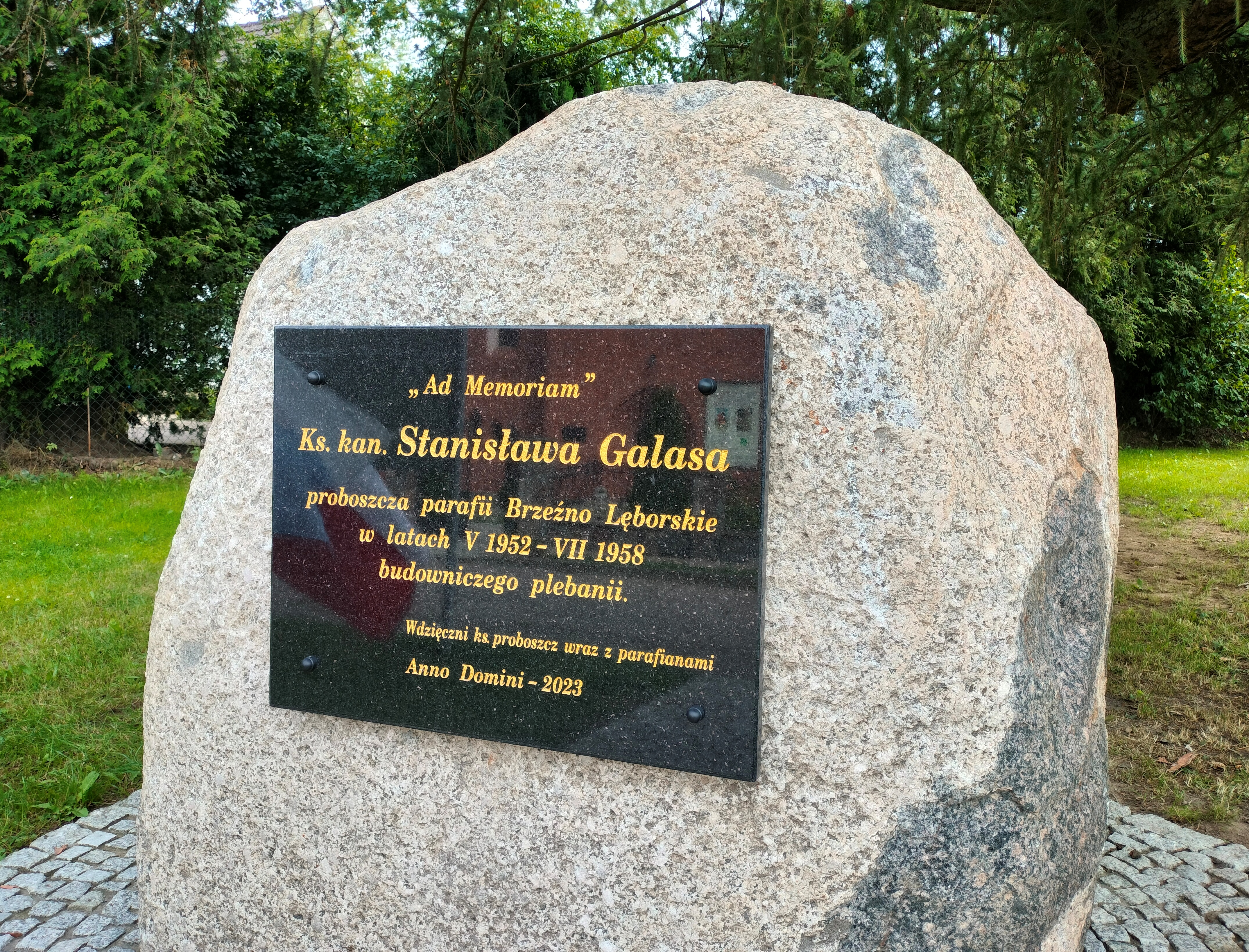
Brzeźno Lęborskie – głaz z tablicą upamiętniającą ks. S. Galasa